# Lexus LM
Lexus LM — пятидверный минивэн, выпускаемый с 2019 года компанией Lexus, подразделением компании Toyota. Обозначение LM расшифровывается как Luxury Mover.

## Первое поколение (AH30; 2019—2023)
Первое поколение Lexus LM было представлено 16 апреля 2019 года на автосалоне в Шанхае. Производство началось 20 февраля 2020 года в Китае и закончилось в 2023 году. Базовой моделью является Toyota Alphard третьего поколения, от которой Lexus LM отличается длиной 5040 мм. Автомобиль продавался в Китае, Тайване, Гонконге и на рынках Юго-Восточной Азии, таких как Индонезия, Таиланд, Филиппины, Малайзия и Вьетнам. В Японию модель не поставлялась.

### Технические характеристики
| Тип        | Код двигателя | Объём         | Мощность | Крутящий момент                                                                 | Суммарная мощность | Электродвигатель          | Аккумулятор                                   | Трансмиссия  | Внутреннее обозначение  | Компоновка       | Годы производства |
| ---------- | ------------- | ------------- | --- | ------------------------------------------------------------------------------- | ------------------ | ------------------------- | --------------------------------------------- | ------------ | ----------------------- | ---------------- | ----------------- |
| Бензиновый | 2GR-FKS       | 3456 см3 (V6) | 221 кВт (296 л. с.) при 6600 об/мин                                                                          | 361 Н·м при 4700 об/мин                                                         | —                  | —                         | —                                             | 8-скор. АКПП | GGH31 (LM 350)          | Переднеприводная | 2019—2023         |
| Бензиновый | 2GR-FE        | 3456 см3 (V6) | 200 кВт (268 л. с.) при 6200 об/мин                                                                          | 340 Н·м при 4700 об/мин                                                         | —                  | —                         | —                                             | 6-скор. АКПП | GGH31 (LM 350, Гонконг) | Переднеприводная | 2019—2023         |
| Гибрид     | 2AR-FXE       | 2494 см3 (I4) | ДВС: 150 кВт (201 л. с.) при 5700 об/мин Передний мотор: 105 кВт (141 л. с.) Задний мотор: 50 кВт (67 л. с.) | ДВС: 206 Н·м при 4400—4800 об/мин Передний мотор: 270 Н·м Задний мотор: 139 Н·м | 145 кВт            | 5NM (спереди) 4NM (сзади) | 224.8 В (Никель-металлогидридный аккумулятор) | e-CVT        | AYH36 (LM 300h)         | Полноприводная   | 2019—2023         |

### Галерея
- Lexus LM 350
- Вид сзади

## Второе поколение (AW10; 2023 — настоящее время)
Второе поколение Lexus LM было представлено 18 апреля 2023 года на автосалоне в Шанхае. Новая модель была полностью разработана компанией Lexus и более никак не связана с Toyota Alphard. Выпускается только под видом подзаряжаемого гибрида. От предыдущего поколения автомобиль отличается шестигранной радиаторной решёткой (вместо веретенообразной) и эмблемой Lexus, перемещённой на капот. Предлагаются модели 350h и 500h с системой полного привода Direct4.

### Технические характеристики
| Тип    | Код      | Объём         | Мощность | Крутящий момент                                                                         | Суммарная мощность | Электродвигатель          | Аккумулятор                         | Трансмиссия  | Внутреннее обозначение | Компоновка       | Годы производства      |
| ------ | -------- | ------------- | --- | --------------------------------------------------------------------------------------- | ------------------ | ------------------------- | ----------------------------------- | ------------ | ---------------------- | ---------------- | ---------------------- |
| Гибрид | A25A-FXS | 2487 см3 (I4) | ДВС: 140 кВт (188 л. с.) при 6000 об/мин Передний двигатель: 134 кВт (180 л. с.)                               | ДВС: 236 Н·м при 4300—4500 об/мин Передний двигатель: 270 Н·м                           | 184 кВт            | 5NM (спереди)             | Никель-металлогидридный аккумулятор | e-CVT        | AAWH10 (LM 350h)       | Переднеприводная | 2023 — настоящее время |
| Гибрид | T24A-FTS | 2393 см3 (I4) | ДВС: 200 кВт (268 л. с.) при 6000 об/мин Передний двигатель: 61 кВт (82 л. с.) Задний мотор: 59 кВт (79 л. с.) | ДВС: 460 Н·м при 4300—4500 об/мин Передний двигатель: 292 Н·м Задний двигатель: 169 Н·м | 260 кВт            | 1ZM (спереди) 1YM (сзади) |                                     | 8-скор. АКПП | TAWH15 (LM 500h)       | Полноприводная   | 2023 — настоящее время |

### Галерея
- Lexus LM500h
- Вид сзади